# Tortilla's voor de Daltons
Tortilla's voor de Daltons (Tortillas pour les Dalton) is het eenendertigste album in de stripreeks Lucky Luke. Het verhaal werd geschreven door René Goscinny en getekend door Morris. Het album werd in 1967 uitgegeven door Dupuis.

## Inhoud
De Daltons worden overgeplaatst naar een nieuwe gevangenis, vlak bij de grens. Ze worden vervoerd in een kleine gevangeniskoets. Bij de grens, vlak bij de bestemming, wordt de koets gekaapt door Mexicaanse bandieten die de koets naar Mexico nemen. De bandieten denken dat de koets een geldlading bevat. Als de bende ontdekt dat de Daltons in de koets zitten, willen ze hen eerst ophangen. De bende bedenkt zich echter en lijven de Daltons bij hen in, vanwege hun ervaring als desperado's. Lucky Luke wordt naar Mexico gestuurd om het land te verlossen van de Daltons. Als de Daltons lucht krijgen van Lucky's aanwezigheid proberen ze dit te verbergen voor de bende, uit angst dat deze hen uitleveren voor een flinke som geld. Wanneer de bendeleider erachter komt wie Lucky Luke is en dat hij veel geld over had gehad voor de Daltons is Lucky Luke alweer op weg naar huis. Uit wraak neemt hij de Daltons gevangen. De Daltons willen het goedmaken door voor te stellen een rijke landheer te gijzelen, waar veel losgeld voor betaald kan worden. Hiervoor moeten ze naar een feest van diezelfde landheer gaan. Lucky Luke werd op zijn reis naar huis, echter opgehouden en verblijft nu bij die landheer. Hij komt erachter dat de Daltons samenwerken met Mexicaanse bandieten en is ervan overtuigd dat de bende de landheer wil gijzelen op zijn feest. Hij bedenkt een plan en laat de Daltons en de bende uiteindelijk in de val lopen. Hij neemt de Daltons mee terug naar de Verenigde Staten en gaat daarna weer op reis.

## Trivia
- Tortilla's voor de Daltons is het laatste album dat werd uitgegeven door Dupuis. Hierna werd de Lucky Luke-stripreeks uitgegeven bij Dargaud.